# Valérien Ismaël
Valérien Ismaël (Estrasburgo, 28 de setembro de 1975) é um ex-futebolista francês de ascendência togolesa que atuava como volante. Após sua aposentadoria dos gramados ao final da temporada 2008–09, ingressou na carreira de treinador e atualmente está no comando do Watford Football Club, time da EFL Championship, a segunda divisão do futebol inglês.

## Carreira como jogador

### Primeiros anos na França
Ismaël inicia a carreira em 1993, no Strasbourg, clube de sua cidade natal, onde ficou até 1998, quando foi jogar no clube inglês Crystal Palace, mas não durou muito tempo no futebol inglês, voltando à França no mesmo ano, dessa vez para jogar no Lens, clube por onde atuou em 88 jogos. Em 2001, retorna ao Strasbourg por empréstimo, até ser novamente contratado em 2002.

### Tranferência para a Alemanha
O desempenho de Ismaël no Strasbourg chamou a atenção do Werder Bremen, que o contratou por empréstimo em 2003, comprando-o definitivamente em 2004. Porém, Valérien também ficou pouco tempo no time verde e branco do norte alemão. Acabou contratado pelo poderoso Bayern de Munique em 2005, disputando 31 partidas com a camisa vermelha da equipe bávara, não marcando nenhum gol.

### Declínio e aposentadoria
Valérien foi limado do Bayern ao fim de seu contrato em 2007, ficando desempregado por quase um ano. Então, o Hannover 96, clube com muito menos tradição que o time da Bavária, acabou contratando o zagueiro para o seu plantel. Parcamente utilizado pelo treinador Dieter Hecking, viu sua carreira desmoronar. Diante dessa situação caótica, ele optou por encerrar sua carreira em 2009, ao fim de seu contrato com o Hannover.

## Títulos como jogador

### Strasbourg
- Taça Intertoto da UEFA (1): 1995
- Copa da Liga Francesa (1): 1996–97
- Copa da França (1): 2000–01

### Lens
- Copa da Liga Francesa (1): 1998–99

### Werder Bremen
- Campeonato Alemão (1): 2003–04
- Copa da Alemanha (1): 2003–04

### Bayern de Munique
- Campeonato Alemão (1): 2005–06
- Copa da Alemanha (1): 2005–06

## Retrospecto como treinador
| Clube           | Jogos | V  | E  | D  | %      |
| --------------- | ----- | -- | -- | -- | ------ |
| Hannover 96 II  | 49    | 24 | 10 | 15 | 48,98% |
| Wolfsburg II    | 36    | 23 | 6  | 7  | 63,89% |
| Nuremberg       | 14    | 4  | 2  | 8  | 28,57% |
| Wolfsburg II    | 48    | 30 | 8  | 10 | 62,50% |
| Wolfsburg       | 17    | 6  | 1  | 10 | 35,29% |
| Apollon Smyrnis | 1     | 0  | 0  | 1  | 0%     |
| LASK Linz       | 50    | 31 | 6  | 13 | 66%    |
| Barnsley        | 44    | 25 | 6  | 13 | 56,82% |
| West Bromwich   | 31    | 12 | 9  | 10 | 38,71% |
| Beşiktaş        | 19    | 8  | 8  | 3  | 42,11% |

## Títulos como treinador

### Wolfsburg B
- Quarta Divisão Alemã (2): 2013–14 e 2015–16